# Jérôme Onguéné
Jérôme Onguéné (Mbalmayo, 22 december 1997) is een Frans–Kameroens voetballer die bij voorkeur als centrale verdediger speelt. Hij verruilde FC Sochaux in januari 2017 voor VfB Stuttgart.

## Clubcarrière
Onguéné speelde in de jeugd van AS Illzach Modenheim en werd in 2011 opgenomen in de opleiding van FC Sochaux. Daarvoor debuteerde hij op 1 mei 2015 in de Ligue 2, tegen Niort. Hij speelde in zijn eerste seizoen drie competitieduels. Onguéné maakte op 23 oktober 2015 zijn eerste competitietreffer, tegen Le Havre. In zijn tweede seizoen veroverde Onguéné een basisplaats en speelde hij 32 competitieduels.

## Interlandcarrière
Onguéné won in juli 2016 met Frankrijk –19 het Europees kampioenschap voor spelers onder 19 jaar in Duitsland. Zijn ploeggenoten en hij wonnen in de finale met 4–0 van Italië –19.
In november 2018 speelde hij zijn eerste interland voor Kameroen, in een 1-0 verloren wedstrijd tegen Brazilië.